# Centralny Ośrodek Szkolenia Ogólnowojskowego
Centralny Ośrodek Szkolenia Ogólnowojskowego (COSO) – ośrodek szkolenia ludowego Wojska Polskie.

## Formowanie i zadania
W 1970 roku zarządzeniem Szefa Sztabu Generalnego WP nr 01/Org. utworzono w Rembertowie Centralny Ośrodek Szkolenia Ogólnowojskowego. Ośrodek funkcjonował do 1974 roku, kiedy to przemianowano go na Centrum Doskonalenia Oficerów.
Zadaniem Ośrodka było prowadzenie kursów kwalifikacyjnych dla oficerów, chorążych i podoficerów zawodowych w celu przygotowania ich do objęcia określonych stanowisk służbowych. Kursy te w zależności od rodzaju trwały od 2 do 12 miesięcy.

## Struktura organizacyjna (1971)
- komenda i sztab
- wydział polityczny
- wydział administracji ogólnej
- wydział szkolenia
- cykle szkolenia
  - cykl taktyki
  - cykl ogniowy
  - cykl organizacyjno-mobilizacyjno-kadrowy
  - cykl przedmiotów społeczno-politycznych
  - cykl wychowania fizycznego i sportu
- pododdziały szkolne
  - kurs ogólnowojskowy
  - kurs organizacyjno-mobilizacyjno-kadrowy
  - szkoła chorążych administracji wojskowej
- pluton zabezpieczenia szkolenia i obsługi

## Komendanci
- płk Dominik Jodkowski (1970)
- gen. bryg. Józef Jaworski (1970-1971)
- gen. bryg. Janusz Sieczkowski (1971-1973)
- gen. bryg. Mieczysław Urbański (1974)